# العلاقات المالديفية الإندونيسية
العلاقات المالديفية الإندونيسية هي العلاقات الثنائية التي تجمع بين المالديف وإندونيسيا.

## مقارنة بين البلدين
هذه مقارنة عامة ومرجعية للدولتين:
| وجه المقارنة                                              | المالديف       | إندونيسيا         |
| --------------------------------------------------------- | -------------- | ----------------- |
| المساحة (كم2)                                             | 298            | 1.90 مليون        |
| عدد السكان (نسمة)                                         | 436.33 ألف     | 263.99 مليون      |
| الكثافة السكانية (ن./كم²)                                 | 146.42 ألف     | 138.94            |
| العاصمة                                                   | ماليه          | جاكرتا            |
| اللغة الرسمية                                             | اللغة الديفهي  | اللغة الإندونيسية |
| العملة                                                    | روفيه مالديفية | روبية إندونيسية   |
| الناتج المحلي الإجمالي (بليون دولار)                      | 4.60 مليار     | 1.02 تريليون      |
| الناتج المحلي الإجمالي (تعادل القوة الشرائية) بليون دولار | 5.23 مليار     | 2.85 تريليون      |
| الناتج المحلي الإجمالي الاسمي للفرد دولار أمريكي          | 8.39 ألف       | 3.35 ألف          |
| الناتج المحلي الإجمالي للفرد دولار أمريكي                 | 12.53 ألف      | 10.52 ألف         |
| مؤشر التنمية البشرية                                      | 0.706          | 0.684             |
| رمز المكالمات الدولي                                      | +960           | +62               |
| رمز الإنترنت                                              | .mv            | .id               |
| المنطقة الزمنية                                           | ت ع م+05:00    |                   |

## منظمات دولية مشتركة
يشترك البلدان في عضوية مجموعة من المنظمات الدولية، منها:
| علم المنظمة | اسم المنظمة                        | تاريخ انضمام المالديف | تاريخ انضمام إندونيسيا |
| ----------- | ---------------------------------- | --------------------- | ---------------------- |
|             | بنك التنمية الآسيوي                | 1978                  | 1966                   |
|             | مؤسسة التنمية الدولية              | 13 يناير 1978         | 20 أغسطس 1968          |
|             | يونسكو                             | 18 يوليو 1980         | 27 مايو 1950           |
|             | وكالة ضمان الاستثمار متعدد الأطراف | 19 مايو 2005          | 12 أبريل 1988          |
|             | الأمم المتحدة                      | 21 سبتمبر 1965        | 28 سبتمبر 1950         |
|             | الاتحاد البريدي العالمي            | ?                     | ?                      |
|             | البنك الدولي للإنشاء والتعمير      | 13 يناير 1978         | 13 أبريل 1967          |
|             | منظمة التعاون الإسلامي             | ?                     | ?                      |
|             | منظمة حظر الأسلحة الكيميائية       | ?                     | ?                      |
|             | مؤسسة التمويل الدولية              | 2 فبراير 1983         | 23 أبريل 1968          |
|             | الاتحاد الدولي للاتصالات           | 28 فبراير 1967        | 1949                   |
|             | منظمة التجارة العالمية             | ?                     | ?                      |
|             | منظمة الشرطة الجنائية الدولية      | ?                     | 5 أكتوبر 1954          |

## وصلات خارجية
- موقع وزارة الخارجية المالديفية
- موقع وزارة الخارجية الإندونيسية